# Village urbain Vallée-de-la-Lièvre
 (novembre 2024).
Si vous disposez d'ouvrages ou d'articles de référence ou si vous connaissez des sites web de qualité traitant du thème abordé ici, merci de compléter l'article en donnant les références utiles à sa vérifiabilité et en les liant à la section « Notes et références ».
Le village urbain Vallée-de-la-Lièvre est l'un des 20 villages urbains de Gatineau. Il comprend essentiellement le territoire de l'ancienne municipalité de Buckingham, le long de la rivière du Lièvre.
On y compte 14 220 habitants en 2010. Le territoire est divisé par rivière du Lièvre, une rivière sur laquelle s'érige un barrage. Elle compte sur un côté la plupart des services de la ville (hôpital, plusieurs écoles primaires, la polyvalente, le CLSC, la rue principale, etc.) et sur l'autre rive on retrouve essentiellement des quartiers résidentiels.